# 포어히
포어히(Forch)는 스위스 취리히주의 퀴스나흐트 및 마우어 지자체에 위치한 마을이자 고개(682m)이다.

## 지리
포어히는 취리히 남동쪽 약 10km에 위치해 있으며 추미콘 및 마우어 인근에 있다. 여기에는 작은 마을인 에쉬와 쇼이렌 (마우어 시정촌의 마을), 그리고 퀴스나흐트 시정촌의 마을인 통로 동쪽의 칼텐슈타인, 방엔 및 노이에 포어히가 포함된다. 파넨슈틸의 굴데넨이라고 불리는 숲이 우거진 언덕은 포어히 지역에 속하며 힌터 굴데넨은 마우어 시정촌에 속하며 포어더 굴데넨은 에크 시정촌의 일부이다.
포어히 라는 이름의 산길은 취리히 호수의 퀴스나흐트와 글라트 계곡의 그라이펜제의 마우어를 각각 연결 한다. 제1차 세계 대전을 기념하는 베르메너덴크말(Wehrmännerdenkmal)이라는 기념물은 노이에 포어히와 바스베르크 언덕(851m) 근처에 있으며 취리히시 사람들에게 인기 있는 휴양지이기도 하다.

## 포어히 마을
포어히 마을의 인구는 약 3,004명(2013년 기준)이다. 마을은 시골의 특성을 보존하고 있다. 1912년부터 포어히는 취리히의 슈타델호퍼플라츠와 에슬링겐 시정촌 사이에 있는 취리히 S-반의 트램웨이인 포어히반의 정류장이다. 포어히 마을은 추미콘(서쪽)과 힌빌 (동쪽)이 취리히고원으로 향하는 A52 고속도로로 연결되어 있다. 이러한 좋은 조건 덕분에 포어히는 마우어 시정촌 내에서 가장 큰 마을이다. 그럼에도 불구하고 유치원을 제외한 인프라는, 초등학교, 우체국, 소매 시설 및 접대는 보통 수준이다. 즉, 대부분의 기반 시설 시설은 마우어 및 퀴스나흐트에 있다.

## 역사
선술집 ‘Zur Krone’(왕관)은 1783년에 포어히 고개의 정상에 세워졌다. 1836-1901년 취리히에서 에크(Egg) 시정촌까지의 포스트 루트에 말의 역이 있었는데, 1905년에 버스 노선. 1900년경에 8채의 작은 정착촌이 세워졌고, 12년 후 포어히반의 기차역이 세워졌다. 전쟁 기념관은 1922년에 지어졌다. 1960년 경에 이 지역은 점점 늘어나는 취리히시의 일부가 되었으며 포어히, 쇼이렌 및 에쉬 마을은 고급 주거 지역으로 바뀌었다.

## 볼거리
파넨슈틸 지역의 원시 풍경 북서쪽 경사면의 주요 명소에는 때때로 암석 미끄럼이 발생한다. 마지막으로 2013년 4월 24일에 250톤 바위가 퀴스나흐터 토벨 경로에 충돌했다.  그럼에도 불구하고 이 경로는 하이킹에 매우 인기가 있으며 일반적으로 포어히에서 시작하여 퀴스나흐트에 있는 취리히제 호수 운송 회사 취리히제-해운(ZSG)의 착륙 게이트에서 끝난다. 관심 지점은 협곡 옆에 있는 울프성 쪽으로 향하는 소위 드라헨횔레(Drachenhöhle)를 포함한다. 말 그대로 용굴은 빙하에서 씻겨 나온 작은 동굴이다. 나겔플루 재벌. 도르프바흐(Dorfbach) 하천은 또한 2013년 기준으로 산란 동물의 수가 매우 적었지만, 호수 송어의 가장 중요한 산란지 중 하나이다. 퀴스나흐트를 향한 협곡의 하단에 있는 소위 지질공원이라고 불리는 일부 빙하의 불규칙한 지형과 목가적인 풍경은 또 다른 매력 포인트이다. 퀴스나흐트를 향하여 계곡의 남쪽 입구에 위치한 퀴스나흐트의 역사적 중심지와 지역 역사박물관이 있으며, 호숫가 상륙 게이트에는 중세 초기 첸텐하우스 곡물 창고가 있다. 취리히제-해운의 다른 모터 선박은 라퍼스빌과 취리히의 뷔르클리플라츠 사이에서 대중교통을 제공한다.

## 교통
포어히역은 마을 내에 있으며 취리히 S-반 서비스 S18로 운영되고 취리히-슈타델호펜과 에슬링겐 마을 사이를 연결하는 포어히반(FB)의 주요 중간역이자 본부이다.